# Chemical (Post Malone-dal)
A Chemical Post Malone amerikai rapper és énekes dala, ami 2023. április 14-én jelent meg a Republic és a Mercury Records kiadásában, mint az előadó első kislemeze Austin című ötödik stúdióalbumáról. A dal producere Malone, Andrew Watt, és Louis Bell voltak, illetve ők hárman is szerezték a dalt, Billy Walsh közreműködésével. Helyet kapott az előadó 2023-ban megjelent The Diamond Collection című válogatásalbumán.

## Háttér
Egy 2022-es interjúban a Twelve Carat Toothache (2022) megjelenése előtt Malone megosztotta, hogy szerette volna megváltoztatta hozzáállását művészetéhez, akkor is, ha nem lesz annyira sikeres kereskedelmileg. A Chemical az első dala 2022-es lemeze óta. 2023. április 12-én Malone megosztott egy videót önmagáról, ahogy a dalt hallgatja, bejelentve megjelenését.

## Kompozíció
Előző kislemezei, a Cooped Up és az I Like You (A Happier Song) megjelenését követően Post Malone visszatért megszokott pop-rock zenei hangzásához, ami egy akusztikus folk-gitár játékán alapul, kortárs pop elemeivel keverve. Refrénje „derűs és fülbemászó,” ami korábbi, kicsit komorabb dalaihoz képest nagy változás. A boldogabb hangulatú dal szövege kevésbé pozitív, sokkal inkább megegyezik az előadó korábbi munkájával. A számban egy függőséghez hasonlítja kapcsolatát, amiről tudja, hogy rossz hatással van rá, de nem tudja elengedni.

## Slágerlisták
| Slágerlista (2023)                    | Legmagasabb pozíció |
| ------------------------------------- | ------------------- |
| Ausztrália (ARIA)                     | 14                  |
| Ausztria (Ö3 Austria Top 40)          | 21                  |
| Belgium (Ultratop 50 Flanders)        | 20                  |
| Belgium (Ultratop 50 Wallonia)        | 44                  |
| Csehország (Rádio Top 100)            | 41                  |
| Dánia (Tracklisten Top 40)            | 16                  |
| Dél-Korea (Circle BGM)                | 82                  |
| Dél-Korea (Circle Download)           | 108                 |
| Egyesült Királyság (UK Singles Chart) | 11                  |
| Finnország (Singlet Top 20)           | 44                  |
| Global 200 (Billboard)                | 16                  |
| Hollandia (Top 40)                    | 18                  |
| Hollandia (Single Top 100)            | 37                  |
| Írország (IRMA)                       | 13                  |
| Japán (Billboard Japan Hot Overseas)  | 5                   |
| Kanada (Canadian Hot 100)             | 12                  |
| Kanada CHR/Top 40 (Billboard)         | 12                  |
| Kanada Hot AC (Billboard)             | 18                  |
| Litvánia (AGATA)                      | 44                  |
| Luxemburg (Billboard)                 | 24                  |
| Németország (Media Control Charts)    | 24                  |
| Norvégia (VG-lista)                   | 10                  |
| Olaszország (FIMI)                    | 100                 |
| Portugália (AFP Top 100 Singles)      | 52                  |
| Svájc (Schweizer Hitparade)           | 21                  |
| Svédország (Sverigetopplistan)        | 11                  |
| Szingapúr (RIAS)                      | 30                  |
| Szlovákia (Rádio Top 100)             | 43                  |
| Szlovákia (Singles Digitál Top 100)   | 42                  |
| US Billboard Hot 100                  | 13                  |
| US Adult Top 40 (Billboard)           | 11                  |
| US Mainstream Top 40 (Billboard)      | 8                   |
| US Rhythmic (Billboard)               | 29                  |
| US Rock Airplay (Billboard)           | 22                  |
| Új-Zéland (Recorded Music NZ)         | 15                  |
| Vietnám (Vietnam Hot 100)             | 96                  |

## Kiadások
| Régió            | Dátum             | Formátum(ok)                 | Kiadó            | For.   |
| ---------------- | ----------------- | ---------------------------- | ---------------- | ------ |
| Világszerte      | 2023. április 14. | digitális letöltés streaming | Republic Mercury | [ 3 ]  |
| Egyesült Államok | 2023. április 17. | felnőtt kortárs slágerrádió  | Republic Mercury | [ 44 ] |
| Egyesült Államok | 2023. április 18. | kortárs slágerrádió          | Republic Mercury | [ 45 ] |